# Courlay
Courlay és un municipi francès situat al departament de Deux-Sèvres i a la regió de la Nova Aquitània. L'any 2007 tenia 2.356 habitants.

## Demografia

### Població
El 2007 la població de fet de Courlay era de 2.356 persones. Hi havia 945 famílies de les quals 215 eren unipersonals (82 homes vivint sols i 133 dones vivint soles), 394 parelles sense fills, 297 parelles amb fills i 39 famílies monoparentals amb fills.
La població ha evolucionat segons el següent gràfic:
Habitants censats

### Habitatges
El 2007 hi havia 1.038 habitatges, 953 eren l'habitatge principal de la família, 31 eren segones residències i 54 estaven desocupats. 1.013 eren cases i 23 eren apartaments. Dels 953 habitatges principals, 758 estaven ocupats pels seus propietaris, 182 estaven llogats i ocupats pels llogaters i 13 estaven cedits a títol gratuït; 3 tenien una cambra, 27 en tenien dues, 120 en tenien tres, 234 en tenien quatre i 569 en tenien cinc o més. 786 habitatges disposaven pel capbaix d'una plaça de pàrquing. A 412 habitatges hi havia un automòbil i a 484 n'hi havia dos o més.

### Piràmide de població
La piràmide de població per edats i sexe el 2009 era:
| Homes | Edats   | Dones |
| ----- | ------- | ----- |
| 0     | 95 o +  | 0     |
| 4     | 90 a 94 | 8     |
| 28    | 85 a 89 | 32    |
| 24    | 80 a 84 | 28    |
| 76    | 75 a 79 | 84    |
| 48    | 70 a 74 | 88    |
| 56    | 65 a 69 | 56    |
| 56    | 60 a 64 | 60    |
| 56    | 55 a 59 | 48    |
| 72    | 50 a 54 | 72    |
| 84    | 45 a 49 | 60    |
| 88    | 40 a 44 | 100   |
| 92    | 35 a 39 | 100   |
| 80    | 30 a 34 | 76    |
| 76    | 25 a 29 | 84    |
| 40    | 20 a 24 | 24    |
| 52    | 15 a 19 | 68    |
| 72    | 10 a 14 | 80    |
| 104   | 5 a 9   | 92    |
| 60    | 0 a 4   | 60    |

## Economia
El 2007 la població en edat de treballar era de 1.431 persones, 1.043 eren actives i 388 eren inactives. De les 1.043 persones actives 958 estaven ocupades (533 homes i 425 dones) i 85 estaven aturades (38 homes i 47 dones). De les 388 persones inactives 216 estaven jubilades, 86 estaven estudiant i 86 estaven classificades com a «altres inactius».

### Ingressos
El 2009 a Courlay hi havia 982 unitats fiscals que integraven 2.414 persones, la mediana anual d'ingressos fiscals per persona era de 15.406 €.

### Activitats econòmiques
Dels 86 establiments que hi havia el 2007, 3 eren d'empreses alimentàries, 1 d'una empresa de fabricació de material elèctric, 10 d'empreses de fabricació d'altres productes industrials, 15 d'empreses de construcció, 19 d'empreses de comerç i reparació d'automòbils, 3 d'empreses de transport, 4 d'empreses d'hostatgeria i restauració, 2 d'empreses d'informació i comunicació, 5 d'empreses financeres, 4 d'empreses immobiliàries, 6 d'empreses de serveis, 6 d'entitats de l'administració pública i 8 d'empreses classificades com a «altres activitats de serveis».
Dels 30 establiments de servei als particulars que hi havia el 2009, 1 era una oficina de correu, 2 oficines bancàries, 5 tallers de reparació d'automòbils i de material agrícola, 1 paleta, 3 guixaires pintors, 4 fusteries, 3 lampisteries, 2 electricistes, 1 empresa de construcció, 4 perruqueries, 1 restaurant, 1 agència immobiliària i 2 salons de bellesa.
Dels 6 establiments comercials que hi havia el 2009, 2 eren fleques, 1 una carnisseria, 1 una peixateria, 1 una llibreria i 1 una botiga de roba.
L'any 2000 a Courlay hi havia 93 explotacions agrícoles que ocupaven un total de 2.340 hectàrees.

## Equipaments sanitaris i escolars
El 2009 hi havia 1 farmàcia i 1 ambulància.
El 2009 hi havia 1 escola maternal i 2 escoles elementals.

## Poblacions més properes
El següent diagrama mostra les poblacions més properes.